# 차축조

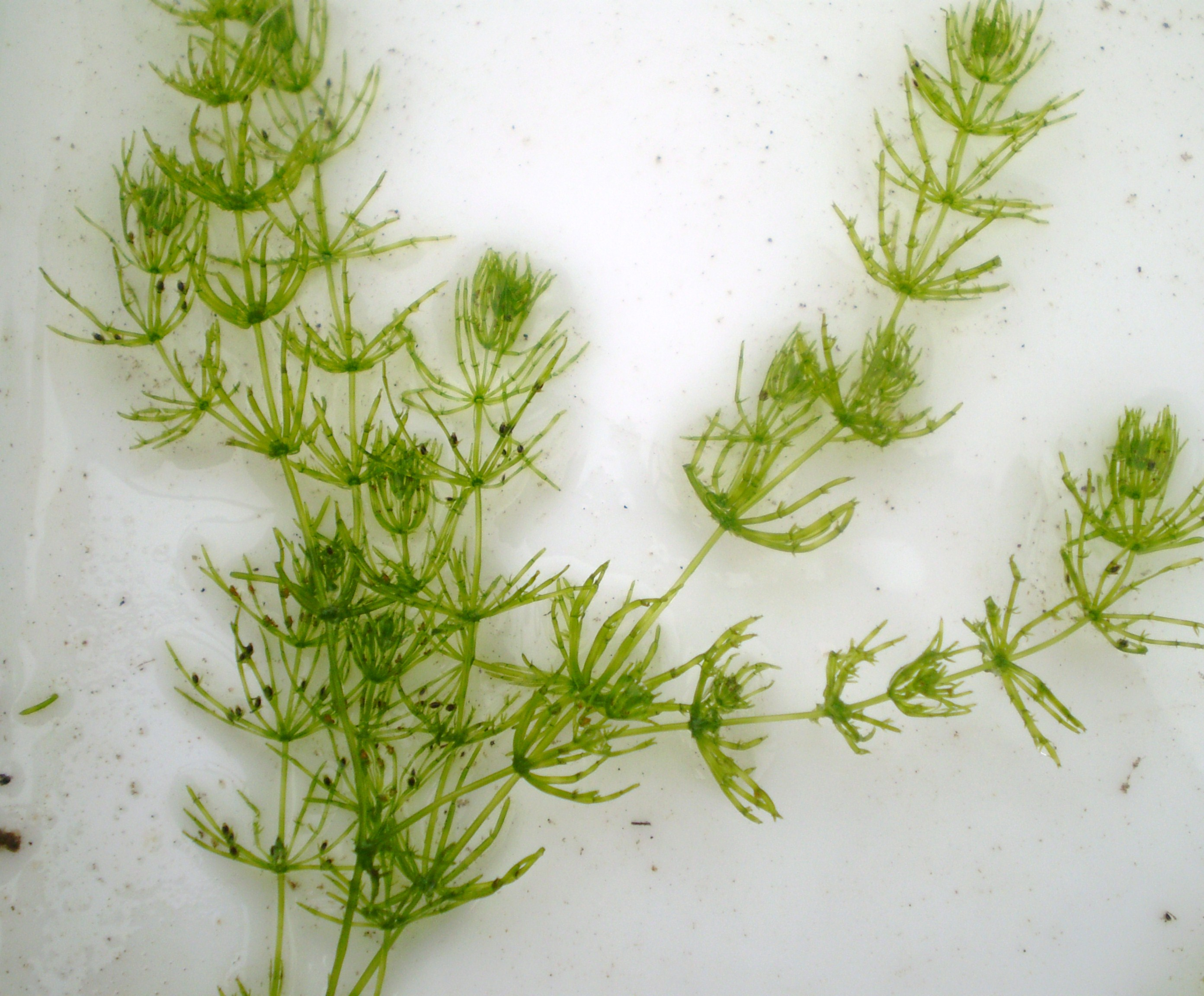

차축조(車軸藻, Chara braunii)는 녹색의 지의류이자 담수조류로서 연못·늪·논 또는 호수 등지에서 자란다. 소관 세포는 5개이며, 몸길이 10-30cm이고, 중축세포의 지름은 1mm 내외이며 눈으로 볼 수 있다. 줄기는 쇠뜨기처럼 마디가 있어서 마디세포와 마디 사이 세포가 교대되며, 한가운데가 비어 있다. 마디 사이 세포의 표면이 소형 피층 세포로 덮이는 경우가 많다. 중축의 마디로부터 6-8개의 가지가 돌려나는데 수레바퀴와 같이 방사상으로 나오기 때문에 차축조라고 한다.